# Certificado de Origem
Certificado de Origem é um documento emitido por um exportador por meio de entidades específicas, que comprovam a adequação de um produto exportado a determinadas regras de origem. A certificação de origem é fornecida após a apresentação de cópia da fatura comercial mais os documentos específicos conforme cada acordo comercial. Quando se trata de exportações para os países integrantes da ALADI, do MERCOSUL, ou nas exportações amparadas pelo Sistema Geral de Preferências Comerciais (SGPC – entidade de apoio às exportações dos países em desenvolvimento), a certificação é emitida através das Federações das Indústrias e Federações de Comércio, e nos casos de exportações amparadas pelo Sistema Geral de Preferências (SGP), são emitidos através do Banco do Brasil. O SGP visa à redução alfandegária para incentivar a importação e produtos originários de países em desenvolvimento, outorgado pela União Europeia, pelos Estados Unidos, Rússia, Belarus, Suíça, Japão, Turquia, Canadá, Noruega, Nova Zelândia e Austrália. Nos certificados de origem, além das informações pertinentes ao comprador, vendedor e carga, consta também o acordo comercial específico firmado entre o Brasil e o país onde se situa o importador, determinante daquele certificado de origem.
No caso de negócios efetuados com países outorgantes do SGP, deve-se utilizar o certificado de origem “Form-A”, disponível nas agências e web-site do Banco do Brasil, mediante pagamento de tarifa padronizada. Na teoria, as mercadorias amparadas por tal documento têm tratamento diferenciado na alfândega de destino. Nos demais casos, os certificados são emitidos através das Federações das Indústrias e Federações do Comércio, como a Federação das indústrias do Estado de São Paulo - FIESP, por exemplo. Nas Federações, o exportador encontrará as informações e o suporte necessário para providenciar todas as etapas de certificação. Cada certificado de origem corresponde a uma fatura comercial específica, o que significa que um mesmo certificado de origem não poderá ser usado em embarques de faturas diferentes.
1. ↑  ALADI. «Regime de Origem do ACE-72» (PDF). Consultado em 19 de julho de 2024